# باول كلاكستون
باول كلاكستون (بالإنجليزية: Paul Claxton)‏ هو لاعب غولف أمريكي، ولد في 9 فبراير 1968 في فيداليا في الولايات المتحدة.

## وصلات خارجية
- باول كلاكستون على موقع رابطة لاعبي الغولف المحترفين (الإنجليزية)